# احمد اوجانی
احمد اوجانی (انگلیسی: Ahmed Oudjani؛ ۱۹ مارس ۱۹۳۷ – ۱۵ ژانویهٔ ۱۹۹۸) بازیکن فوتبال اهل الجزایر بود.
از باشگاه‌هایی که در آن بازی کرده‌است می‌توان به باشگاه فوتبال لانس، باشگاه فوتبال کان، باشگاه فوتبال سدان، اشاره کرد.
وی همچنین در تیم‌های ملی فوتبال الجزایر بازی کرده‌است.